# Ukhtasar (village)
Pour les articles homonymes, voir Ukhtasar.
Ukhtasar (en arménien Ուղտասար) est une communauté rurale de la région d'Askeran, au Haut-Karabagh. Elle compte 144 habitants en 2005.